# Otto Brüggemann (Schauspieler)

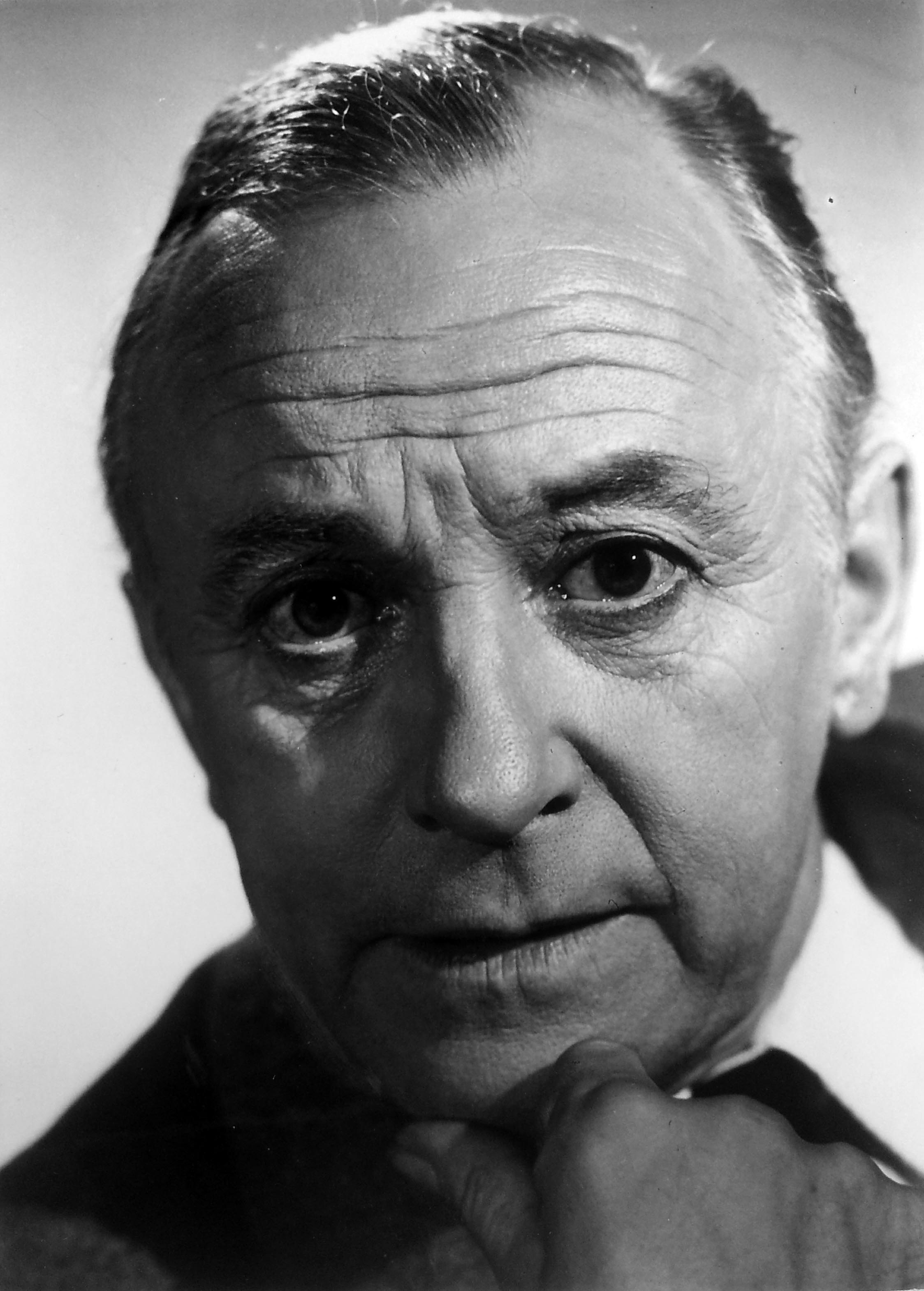
Otto Brüggemann

Otto Brüggemann (* 18. April 1901 in Stolberg; † 9. September 1968 in München) war ein deutscher Schauspieler.
Otto Brüggemann gehörte seit 1932 dem Ensemble Otto Falckenbergs an den Münchner Kammerspielen an. Er spielte später auch am Münchner Volkstheater und hatte mehrere Filmrollen. Charakteristisch für seinen leisen Schauspielstil war die Technik des Unterspielens. Brüggemann lehrte auch an der Otto-Falckenberg-Schule. Er starb nach langer Krankheit.

## Filmografie
- 1933: Der Tunnel
- 1934: Die vertauschte Braut
- 1935: Er weiß was er will
- 1942: Einmal der liebe Herrgott sein
- 1942: Kleine Residenz
- 1949: Der Ruf
- 1952: Das letzte Rezept
- 1952: Mönche, Mädchen und Panduren
- 1953: Die Nacht ohne Moral
- 1953: Muß man sich gleich scheiden lassen?
- 1953: Ich und Du
- 1954: Eine Frau von heute
- 1954: Ein Mädchen aus Paris
- 1955: Geliebte Feindin
- 1955: Der grüne Kakadu
- 1955: Ich weiß, wofür ich lebe
- 1956: Ich suche Dich
- 1957: Monpti
- 1958: Auferstehung
- 1958: Wir Wunderkinder
- 1960: Ein Weihnachtslied in Prosa oder Eine Geistergeschichte zum Christfest
- 1962: Der Mann im Fahrstuhl
- 1963: Lady Lobsters Bräutigam
- 1963: Der Nachfolger
- 1964: Leocadia
- 1964: Die Zeit der Schuldlosen
- 1965: Onkelchens Traum

## Hörspiele
- 1961: Georges Simenon: Maigret und sein Revolver – Regie: Heinz-Günter Stamm (Hörspiel – BR)